# Зонтаг (фильм)
«Зонтаг» (англ. Sontag) — будущий художественный фильм режиссёра Керстен Джонсон. В основе сценария биографическая книга Бена Мозера «Зонтаг: Её жизнь», удостоенная Пулитцеровской премии. Главную роль исполнит Кристен Стюарт.

## Сюжет
В центре сюжета будущего фильма биография Сьюзен Зонтаг, писательницы и критика. Фильм будет сочетанием художественного и документального кино.

## В ролях
- Кристен Стюарт — Сьюзен Зонтаг.

## Производство
Начало съёмок пройдёт в Берлине, во время 73-го Берлинского кинофестиваля. «Мы используем Берлин как момент для начала проекта и снимаем документальные кадры о Кристен, возглвляющей жюри и побеседуем с ней о том, как она собирается стать Зонтаг», — рассказала Габриэль Тана, продюсер фильма.
Керстен Джонсон напишет сценарий в соавторстве с Лизой Крон, а также выступит режиссёром. Съёмки фильма планируются в Калифорнии, Нью-Йорке, Париже и Сараево.